# Brusnik (Srbac, BiH)
Brusnik je naseljeno mjesto u sastavu općine Srbac, Republika Srpska, BiH.

## Stanovništvo
| Brusnik            |              |
| Godina popisa      | 1991.        |
| Srbi               | 167 (94,89%) |
| Hrvati             | 1 (0,56%)    |
| Muslimani          | 0            |
| Jugoslaveni        | 6 (3,41%)    |
| ostali i nepoznato | 2 (1,14%)    |
| ukupno             | 176          |